# 2M1101AB
2M1101AB — двойная звезда, состоящая из коричневых карликов на расстоянии около 600 световых лет в созвездии Хамелеона. Компоненты широкой двойной системы разделены расстоянием 240 астрономических единиц. Это первая открытая система из двух коричневых карликов, разделённых расстоянием более 20 а.е. Открытие предоставило фундаментальные сведения для теории формирования коричневых карликов. Ранее считалось, что такие широкие двойные коричневые карлики вообще не формируются или же разрушаются в течение 1-10 миллионов лет. Наряду с другими широкими двойными, такими как Змееносец 162225−240515 или UScoCTIO 108, существование данной системы несовместимо с гипотезой выброса, предлагаемой гипотезой, в которой коричневые карлики формируются в кратной системе, а затем выбрасываются из нее до того момента, когда они смогли бы набрать достаточную массу для начала ядерных реакций горения водорода. Гипотеза выброса предсказывает максимальное расстояние между коричневыми карликами не более 10 а.е.
Звёздную систему в 2004 году открыл Кевин Луман при наблюдениях звёзд-кандидатов в молодые коричневые карлики в Комплексе в Хамелеоне с использованием I Магелланова телескопа.
Главный компонент 2M1101A принадлежит спектральному классу M7.25 ± 0.25, масса равна около 52 масс Юпитера и температура равна 2838 K (2565 °C; 4649 °F). Второй компонент 2M1101B обладает спектральным классом M8.25 ± 0.25, масса составляет около 26 масс Юпитера, а температура 2632 K (2359 °C; 4279 °F). На основе особенностей спектра, таких как линии поглощения натрия и калия, был сделан вывод о том, что звезды молодые, а также о том, что они принадлежат Комплексу в Хамелеоне Коричневые карлики в 2M1101AB являются одними из самых молодых представителей Комплекса в Хамелеоне и обладают возрастом около 1 миллиона лет. Измерения, проведённые космическим аппаратом Gaia, показали, что у обоих карликов схожие параллаксы и собственные движения. Система обладает довольно малой гравитационной энергией связи, примерно равной {\displaystyle 0.91\times 10^{41}} эрг.
С помощью рентгеновских обсерваторий Чандра и XMM-Newton система была обнаружена и в рентгеновских лучах. Поскольку телескоп XMM-Newton не может разрешить систему на компоненты, то обнаружил только главный компонент. Телескоп Чандра смог разрешить оба компонента в рентгеновских лучах. Предположительно, различные результаты свидетельствуют о переменности источника в рентгеновских лучах.